# Severin Nziengui Mangandza
Severin Nziengui Mangandza CSSp (ur. 21 lutego 1970 w Libreville) – gaboński duchowny rzymskokatolicki, wikariusz apostolski Makokou od 2022.

## Życiorys
12 lipca 2008 przyjął święcenia kapłańskie w Zgromadzeniu Ducha Świętego. Był m.in. mistrzem nowicjatu w Mbalmayo, ekonomem i dyrektorem ds. studiów w seminarium w Libreville oraz przełożonym gabońskiej prowincji zakonnej.
6 stycznia 2022 papież Franciszek mianował go wikariuszem apostolskim Makokou. Sakry udzielił mu 19 marca 2022 kardynał Dieudonné Nzapalainga.